# لاجوس شتاينر
لاجوس شتاينر (بالإنجليزية: Lajos Steiner)‏ هو لاعب شطرنج أسترالي، ولد في 14 يونيو 1903 في أوراديا في رومانيا، وتوفي في 22 أبريل 1975 في سيدني في أستراليا.

## وصلات خارجية
- لاجوس شتاينر على موقع مباريات الشطرنج (الإنجليزية)
- لاجوس شتاينر على موقع 365Chess.com (الإنجليزية)
- لاجوس شتاينر على موقع Chesstempo.com (الإنجليزية)
- لاجوس شتاينر سجل أولمبياد الشطرنج على موقع OlimpBase.org (الإنجليزية)